# Delphastus pallidus
Delphastus pallidus är en skalbaggsart som först beskrevs av Leconte 1878.  Delphastus pallidus ingår i släktet Delphastus och familjen nyckelpigor. Inga underarter finns listade i Catalogue of Life.